# Beata lineata
Beata lineata är en spindelart som först beskrevs av Vinson 1863.  Beata lineata ingår i släktet Beata och familjen hoppspindlar. Inga underarter finns listade.